# Spanien i olympiska sommarspelen 2004
Spanien i olympiska sommarspelen 2004 bestod av idrottare som blivit uttagna av Spaniens olympiska kommitté.

## Badminton
Herrsingel
- Sergio Llopis — Slogs ut i sextondelsfinalen

Herrdubbel
- José Antonio Crespo och Sergio Llopis — Slogs ut i sextondelsfinalen

## Basket
Herrar
Gruppspel
| Lag                    | Vinster | Förluster | Poäng | Första Tiebreaker Särskiljning av lika lag |
| ---------------------- | ------- | --------- | ----- | ------------------------------------------ |
| Spanien                | 5       | 0         | 10    |                                            |
| Italien                | 3       | 2         | 8     | 1-0                                        |
| Argentina              | 3       | 2         | 8     | 0-1                                        |
| Kina                   | 2       | 3         | 7     |                                            |
| Nya Zeeland            | 1       | 4         | 6     | 1-0                                        |
| Serbien och Montenegro | 1       | 4         | 6     | 0-1                                        |

| 15 augusti 14:30 |                                                            | Kina | 58–83                                                    | Spanien |  | Helliniko Indoor Arena, Aten Publik: 9 500 Domare: Lazaros Voreadis (Grekland) Jorge Vazquez (Puerto Rico) |
| 15 augusti 14:30 | Resultat efter kvart: 18–18, 12–24, 13–19, 15–22           |      |                                                          |         |  | Helliniko Indoor Arena, Aten Publik: 9 500 Domare: Lazaros Voreadis (Grekland) Jorge Vazquez (Puerto Rico) |
| 15 augusti 14:30 | Pts: Li Nan 14 Rebs: Mo Ke, Yao Ming 8 var Asts: Liu Wei 2 |      | Pts: Gasol 21 Rebs: Gasol 10 Asts: Calderón, Gasol 2 var |         |  | Helliniko Indoor Arena, Aten Publik: 9 500 Domare: Lazaros Voreadis (Grekland) Jorge Vazquez (Puerto Rico) |

| 17 augusti 20:00 |                                                  | Spanien | 87–76                                              | Argentina |  | Helliniko Indoor Arena, Aten Publik: 12 000 Domare: Lazaros Voreadis (Grekland) Mike Homsy (Kanada) |
| 17 augusti 20:00 | Resultat efter kvart: 25–18, 10–22, 23–20, 29–16 |         |                                                    |           |  | Helliniko Indoor Arena, Aten Publik: 12 000 Domare: Lazaros Voreadis (Grekland) Mike Homsy (Kanada) |
| 17 augusti 20:00 | Pts: Gasol 26 Rebs: Gasol 8 Asts: Calderón 5     |         | Pts: Scola 28 Rebs: Scola 9 Asts: 3 players, 4 var |           |  | Helliniko Indoor Arena, Aten Publik: 12 000 Domare: Lazaros Voreadis (Grekland) Mike Homsy (Kanada) |

| 19 augusti 11:15 |                                                                | Italien | 63–71                                                 | Spanien |  | Olympic Indoor Hall, Aten Publik: 8 950 Domare: José Carrión (Puerto Rico) Michael Aylen (Australien) |
| 19 augusti 11:15 | Resultat efter kvart: 22–17, 11–18, 19–13, 11–23               |         |                                                       |         |  | Olympic Indoor Hall, Aten Publik: 8 950 Domare: José Carrión (Puerto Rico) Michael Aylen (Australien) |
| 19 augusti 11:15 | Pts: Righetti 18 Rebs: Chiacig, Marconato 8 var Asts: Basile 3 |         | Pts: Garbajosa 17 Rebs: Garbajosa 8 Asts: Garbajosa 3 |         |  | Olympic Indoor Hall, Aten Publik: 8 950 Domare: José Carrión (Puerto Rico) Michael Aylen (Australien) |

| 21 augusti 11:15 |                                                               | Spanien | 76–68                                                | Serbien och Montenegro |  | Helliniko Indoor Arena, Aten Publik: 10 350 Domare: Renato Santos (Brasilien) José Monfini (Mexiko) |
| 21 augusti 11:15 | Resultat efter kvart: 18–14, 13–17, 20–21, 25–16              |         |                                                      |                        |  | Helliniko Indoor Arena, Aten Publik: 10 350 Domare: Renato Santos (Brasilien) José Monfini (Mexiko) |
| 21 augusti 11:15 | Pts: Calderón 15 Rebs: Reyes 6 Asts: Garbajosa, Navarro 3 var |         | Pts: Bodiroga 14 Rebs: Tomašević 9 Asts: Rakočević 3 |                        |  | Helliniko Indoor Arena, Aten Publik: 10 350 Domare: Renato Santos (Brasilien) José Monfini (Mexiko) |

| 23 augusti 9:00 |                                                   | Spanien | 88–84                                       | Nya Zeeland |  | Helliniko Indoor Arena, Aten Publik: 4 252 Domare: José Carrión (Puerto Rico) Mike Homsy (Kanada) |
| 23 augusti 9:00 | Resultat efter kvart: 19–11, 29–26, 25–31, 15–16  |         |                                             |             |  | Helliniko Indoor Arena, Aten Publik: 4 252 Domare: José Carrión (Puerto Rico) Mike Homsy (Kanada) |
| 23 augusti 9:00 | Pts: Garbajosa 17 Rebs: Gasol 10 Asts: Calderón 3 |         | Pts: Jones 23 Rebs: Marks 10 Asts: Dickel 5 |             |  | Helliniko Indoor Arena, Aten Publik: 4 252 Domare: José Carrión (Puerto Rico) Mike Homsy (Kanada) |

Slutspel
|  | Kvartsfinaler | Kvartsfinaler |               |      | Semifinaler | Semifinaler |           |            | Final      | Final |
|  | 0             | 0             | 0             | 0    | 0           | 0           | 0         | 0          | 0          | 0     |
|  |               |               | 0             | 0    |             |             | 0         | 0          |            |       |
|  |               |               | 0             | 0    |             |             | 0         | 0          |            |       |
|  | 0 Spanien     | 094           | 0             | 0    |             |             | 0         | 0          |            |       |
|  | 0 Spanien     | 094           | 0             | 0    |             |             | 0         | 0          |            |       |
|  | 0 USA         | 0102          | 0             | 0    |             |             | 0         | 0          |            |       |
|  | 0 USA         | 0102          | 0             | 0    | 0 USA       | 081         | 0         | 0          |            |       |
|  |               |               | 0             | 0    | 0 USA       | 081         | 0         | 0          |            |       |
|  | 0             | 0 Argentina   | 0             | 089  | 0           |             |           | 0          |            |       |
|  | 0             | 0 Argentina   | 0             | 089  | 0           | 0 Argentina | 069       | 0          |            |       |
|  | 0             |               |               |      |             | 0 Argentina | 069       | 0          |            |       |
|  | 0             | 0 Grekland    | 064           | 0    |             |             |           | 0          |            |       |
|  | 0             | 0 Grekland    | 064           | 0    | 0 Argentina | 084         |           | 0          |            |       |
|  | 0             |               |               | 0    | 0 Argentina | 084         |           | 0          |            |       |
|  | 0             | 0             | 0 Italien     | 0    | 069         |             |           |            |            |       |
|  | 0             | 0             | 0 Italien     | 0    | 069         | 0 Litauen   | 095       |            |            |       |
|  | 0             | 0             |               |      |             |             | 095       |            |            |       |
|  | 0             | 0             | 0 Kina        | 075  | 0           |             |           |            |            |       |
|  | 0             | 0             | 0 Kina        | 075  | 0           | 0 Litauen   | 091       | Bronsmatch | Bronsmatch |       |
|  | 0             | 0             |               |      | 0           | 0 Litauen   | 091       | Bronsmatch | Bronsmatch |       |
|  | 0             | 0             | 0 Italien     | 0100 | 0           | 0           |           |            |            |       |
|  | 0             | 0             | 0 Italien     | 0100 | 0           | 0           | 0 Italien | 083        | 0 USA      | 0104  |
|  | 0             | 0             |               |      | 0           | 0           | 0 Italien | 083        | 0 USA      | 0104  |
|  | 0             | 0             | 0 Puerto Rico | 070  | 0           | 0           | 0 Litauen | 096        |            |       |
|  | 0             | 0             | 0 Puerto Rico | 070  | 0           | 0           | 0 Litauen | 096        |            |       |
|  |               |               |               |      |             |             |           |            |            |       |
|  |               |               |               |      |             |             |           |            |            |       |

Damer
Gruppspel
| Lag         | Vinster | Förluster | Poäng | Första Tiebreaker Särskiljning av lika lag | Andra Tiebreaker Målgenomsnitt för lika lag |
| ----------- | ------- | --------- | ----- | ------------------------------------------ | ------------------------------------------- |
| USA         | 5       | 0         | 10    |                                            |                                             |
| Spanien     | 4       | 1         | 9     | 1-1                                        | 1.12                                        |
| Tjeckien    | 3       | 2         | 8     |                                            |                                             |
| Nya Zeeland | 2       | 3         | 7     |                                            |                                             |
| Kina        | 1       | 4         | 6     |                                            |                                             |
| Sydkorea    | 0       | 5         | 5     |                                            |                                             |

| 14 augusti 22:15 |                                                                       | Spanien | 80–78                                              | Tjeckien | OT | Helliniko Indoor Arena, Aten Publik: 2 307 Domare: Mike Homsy (Kanada) Michael Aylen (Australien) |
| 14 augusti 22:15 | Resultat efter kvart: 24–22, 11–12, 15–11, 17–22, OT: 13–11           |         |                                                    |          | OT | Helliniko Indoor Arena, Aten Publik: 2 307 Domare: Mike Homsy (Kanada) Michael Aylen (Australien) |
| 14 augusti 22:15 | Pts: Palau, Valdemoro 14 Rebs: Cebrian 11 Asts: M. Fernández, Palau 2 |         | Pts: Večeřová 15 Rebs: Klimešová 8 Asts: Hamzová 3 |          | OT | Helliniko Indoor Arena, Aten Publik: 2 307 Domare: Mike Homsy (Kanada) Michael Aylen (Australien) |

| 16 augusti 16:45 |                                                 | Kina | 67–75                                                        | Spanien |  | Helliniko Indoor Arena, Aten Publik: 1 200 Domare: Renato Santos (Brasilien) Scott Butler (Australien) |
| 16 augusti 16:45 | Resultat efter kvart: 10–34, 19–14, 15–22, 23–5 |      |                                                              |         |  | Helliniko Indoor Arena, Aten Publik: 1 200 Domare: Renato Santos (Brasilien) Scott Butler (Australien) |
| 16 augusti 16:45 | Pts: Chen N. 18 Rebs: Chen N. 9 Asts: Song 4    |      | Pts: Valdemoro 30 Rebs: Pascua 8 Asts: M. Fernández, Palau 5 |         |  | Helliniko Indoor Arena, Aten Publik: 1 200 Domare: Renato Santos (Brasilien) Scott Butler (Australien) |

| 18 augusti 22:15 |                                                     | Spanien | 91–57                                                      | Nya Zeeland |  | Helliniko Indoor Arena, Aten Publik: 1 350 Domare: Elizabeth Sisk (USA) Shoko Suguro (Japan) |
| 18 augusti 22:15 | Resultat efter kvart: 32–8, 13–21, 20–9, 26–19      |         |                                                            |             |  | Helliniko Indoor Arena, Aten Publik: 1 350 Domare: Elizabeth Sisk (USA) Shoko Suguro (Japan) |
| 18 augusti 22:15 | Pts: Palau 15 Rebs: Cebrian, Pascua 9 Asts: Palau 4 |         | Pts: Marino 21 Rebs: Loffhagen 8 Asts: Loffhagen, Marino 3 |             |  | Helliniko Indoor Arena, Aten Publik: 1 350 Domare: Elizabeth Sisk (USA) Shoko Suguro (Japan) |

| 20 augusti 14:30 |                                                  | USA | 71–58                                           | Spanien |  | Helliniko Indoor Arena, Aten Publik: 1 352 Domare: Christos Christodoulou (Grekland) Tatiana Steigerwald (Brasilien) |
| 20 augusti 14:30 | Resultat efter kvart: 19–16, 12–13, 19–12, 21–17 |     |                                                 |         |  | Helliniko Indoor Arena, Aten Publik: 1 352 Domare: Christos Christodoulou (Grekland) Tatiana Steigerwald (Brasilien) |
| 20 augusti 14:30 | Pts: Leslie 19 Rebs: Leslie 9 Asts: Staley 6     |     | Pts: Valdemoro 22 Rebs: Pascua 11 Asts: Palau 3 |         |  | Helliniko Indoor Arena, Aten Publik: 1 352 Domare: Christos Christodoulou (Grekland) Tatiana Steigerwald (Brasilien) |

| 22 augusti 22:15 |                                                  | Spanien | 64–61                                     | Sydkorea |  | Helliniko Indoor Arena, Aten Publik: 1 152 Domare: Elizabeth Sisk (USA) Song Yanping (Kina) |
| 22 augusti 22:15 | Resultat efter kvart: 14–11, 15–16, 17–19, 18–15 |         |                                           |          |  | Helliniko Indoor Arena, Aten Publik: 1 152 Domare: Elizabeth Sisk (USA) Song Yanping (Kina) |
| 22 augusti 22:15 | Pts: Valdemoro 11 Rebs: Pons 9 Asts: Palau 3     |         | Pts: Beon 19 Rebs: Kim Y. 6 Asts: Lee M 6 |          |  | Helliniko Indoor Arena, Aten Publik: 1 152 Domare: Elizabeth Sisk (USA) Song Yanping (Kina) |

Slutspel
|  | Kvartsfinaler | Kvartsfinaler |            |     | Semifinaler  | Semifinaler |            |            | Final       | Final |
|  | 0             | 0             | 0          | 0   | 0            | 0           | 0          | 0          | 0           | 0     |
|  |               |               | 0          | 0   |              |             | 0          | 0          |             |       |
|  |               |               | 0          | 0   |              |             | 0          | 0          |             |       |
|  | 0 Australien  | 094           | 0          | 0   |              |             | 0          | 0          |             |       |
|  | 0 Australien  | 094           | 0          | 0   |              |             | 0          | 0          |             |       |
|  | 0 Nya Zeeland | 055           | 0          | 0   |              |             | 0          | 0          |             |       |
|  | 0 Nya Zeeland | 055           | 0          | 0   | 0 Australien | 088         | 0          | 0          |             |       |
|  |               |               | 0          | 0   | 0 Australien | 088         | 0          | 0          |             |       |
|  | 0             | 0 Brasilien   | 0          | 075 | 0            |             |            | 0          |             |       |
|  | 0             | 0 Brasilien   | 0          | 075 | 0            | 0 Brasilien | 067        | 0          |             |       |
|  | 0             |               |            |     |              | 0 Brasilien | 067        | 0          |             |       |
|  | 0             | 0 Spanien     | 064        | 0   |              |             |            | 0          |             |       |
|  | 0             | 0 Spanien     | 064        | 0   | 0 Australien | 063         |            | 0          |             |       |
|  | 0             |               |            | 0   | 0 Australien | 063         |            | 0          |             |       |
|  | 0             | 0             | 0 USA      | 0   | 074          |             |            |            |             |       |
|  | 0             | 0             | 0 USA      | 0   | 074          | 0 USA       | 0100       |            |             |       |
|  | 0             | 0             |            |     |              |             | 0100       |            |             |       |
|  | 0             | 0             | 0 Grekland | 072 | 0            |             |            |            |             |       |
|  | 0             | 0             | 0 Grekland | 072 | 0            | 0 USA       | 066        | Bronsmatch | Bronsmatch  |       |
|  | 0             | 0             |            |     | 0            | 0 USA       | 066        | Bronsmatch | Bronsmatch  |       |
|  | 0             | 0             | 0 Ryssland | 062 | 0            | 0           |            |            |             |       |
|  | 0             | 0             | 0 Ryssland | 062 | 0            | 0           | 0 Ryssland | 070        | 0 Brasilien | 062   |
|  | 0             | 0             |            |     | 0            | 0           | 0 Ryssland | 070        | 0 Brasilien | 062   |
|  | 0             | 0             | 0 Tjeckien | 049 | 0            | 0           | 0 Ryssland | 071        |             |       |
|  | 0             | 0             | 0 Tjeckien | 049 | 0            | 0           | 0 Ryssland | 071        |             |       |
|  |               |               |            |     |              |             |            |            |             |       |
|  |               |               |            |     |              |             |            |            |             |       |

## Bordtennis
Herrsingel
- Zhiwen He:
  - Omgång 1: 4-1 mot Panagiotis Gionis (GRE)
  - Omgång 2: 1-4 mot Lucjan Blaszczyk (POL)

## Brottning
Grekisk-romersk
Grekisk-romersk stil, herrar 66 kg
- Moisés Sánchez:
  - Eliminationspool D: 1-9 mot Kanatbek Begaliev (KYR)
  - Eliminationspool D: 1-3 mot Parviz Zeidvand (IRI)

Grekisk-romersk stil, herrar 74 kg
- Alberto José Recuero:
  - Eliminationspool D: 2-3 mot Danil Khalimov (KAZ)
  - Eliminationspool D: Vinst genom fall mot Yasha Manasherov (ISR) (gick inte vidare)

## Bågskytte
Herrarnas individuella
- Felipe López — 46:e plats

Damernas individuella
- Almudena Gallardo — 13:e plats

## Cykling
Herrarnas terränglopp
- José Antonio Hermida: 2:a (Silver)
- Iván Alvarez: 16th

Herrarnas linjelopp
- Alejandro Valverde: 47:a
- Óscar Freire: Fullföljde inte
- Igor González de Galdeano: Fullföljde inte
- Iván Gutiérrez: Fullföljde inte
- Igor Astarloa: Fullföljde inte

Herrarnas tempolopp
- Igor González de Galdeano: 9:a
- Iván Gutiérrez: 16:a

Damernas tempolopp
- Joane Somarriba: 7:a
- Eneritz Iturriaga: 34:a
- Dori Ruano: Fullföljde inte

Women's Individual Time Trial
- Joane Somarriba: 7:a
- Dori Ruano: 18:a

Herrarnas sprint
- José Villanueva: 9:a

Herrarnas förföljelse
- Sergi Escobar: 3:a (Brons)
- Carlos Castaño: 12:a

Herrarnas tempolopp
- Rubén Donet: 12:a

Herrarnas poänglopp
- Joan Llaneras: 2:a (Silver)

Herrarnas keirin
- José Antonio Escuredo: 2:a (Silver)

Herrarnas lagförföljelse
- 7:a

Herrarnas förföljelse
- 3:a (Brons)

Herrarnas Madison
- 6:a

Damernas poänglopp
- Gema Pascual: 6:a

## Friidrott
Herrarnas 110 meter häck
- Felipe Vivancos - Semifinal, 13.52 s (gick inte vidare)

Damernas 100 meter häck
- Glory Alozie - Semifinal, 12.62 s (gick inte vidare)
- Aliuska López - Omgång 1, 13.21 s (gick inte vidare)

Herrarnas 200 meter
- David Canal - Omgång 2, 21.18 s (gick inte vidare)

Herrarnas 400 meter
- David Canal - Omgång 1, 47.23 s (gick inte vidare)

Herrarnas 400 meter häck
- Eduardo Iván Rodríguez - Semifinal, 49.77 s (gick inte vidare)

Damernas 400 meter häck
- Cora Olivero - Omgång 1: 56.19 s

Herrarnas 800 meter
- Antonio Manuel Reina - Semifinal, 1:46.2 (gick inte vidare)
- Miguel Quesada - Omgång 1, 1:46.3 (gick inte vidare)
- Manuel Olmedo - Omgång 1, 1:47.7 (gick inte vidare)

Damernas 800 meter
- Mayte Martínez - Omgång 1: 2:00.81, Semifinal: 2:03.30

Herrarnas 1 500 meter
- Reyes Estévez - Final, 3:36.63 (7:a)
- Alvaro Fernández - Semifinal, 3:42.01 (gick inte vidare)
- Juan Carlos Higuero - Semifinal, 3:42.13 (gick inte vidare)

Damernas 1 500 meter
- Natalia Rodríguez - Omgång 1: 4:07.19, Semifinal: 4:04.91, Final: 4:03.01 (10:a)
- Nuria Fernández - Omgång 1: 4:06.29, Semifinal: 4:07.68
- Iris Fuentes-Pila - Omgång 1: 4:06.32, Semifinal: 4:07.69

Herrarnas 3 000 meter hinder
- Luis Miguel Martín - Final, 8:11.64 (5:a)
- Eliseo Martin - Final, 8:15.77 (9:a)
- Antonio Jiménez - Final, 8:22.63 (14:a)

Herrarnas 5 000 meter
- Roberto García - Omgång 1, 13:27.72 (gick inte vidare)
- Carles Castillejo - Omgång 1, 13:49.16 (gick inte vidare)
- Carlos García - Omgång 1, DNF (gick inte vidare)

Herrarnas 10 000 meter
- José Manuel Martínez - Final, 27:57.61 (9:a)

Herrarnas 4 x 400 meter
- Eduardo Ivan Rodriguez, David Canal, Luis Flores, and Antonio Manuel Reina - Omgång 1, 3:05.03 (gick inte vidare)

Herrarnas tiokamp
- David Gómez - 7865 poäng (22:a)

Herrarnas maraton
- Antoni Peña – 2:16:38 (18:a)
- José Rios – 2:18:40 (27:a)
- Julio Rey – 2:24:54 (58:a)

Damernas maraton
- Maria Abel - 2:40:13 (26:a)
- Beatriz Ros - 2:41:51 (32:a)
- Maria Dolores Pulido - 2:44:337 (37:a)

Herrarnas 20 kilometer gång
- Francisco Javier Fernandez – 1:19:45 (silver)
- Juan Manuel Molina – 1:20:55 (5:a)
- José David Dominguez – 1:30:16 (37:a)

Damernas 20 kilometer gång
- María Vasco - 1:30:06 (7:a)
- Rocio Florido - 1:35:32 (30:a)
- Maria Teresa Gargallo - DQ

Herrarnas 50 kilometer gång
- Jesús Ángel García – 3:44:42 (5:a)
- Santiago Pérez – 3:49:48 (8:a)
- José Antonio Gonzalez – 4:11:51 (33:a)

Herrarnas längdhopp
- Joan Lino Martínez - Final, 8.32 m (brons)
- Yago Lamela - Final, 7.98 m (11:a)

Damernas längdhopp
- Niurka Montalvo - Omgång 1: Ingen notering

Damernas tresteg
- Carlota Castrejana - Omgång 1: 14.37 m

Herrarnas höjdhopp
- Javier Bermejo - Omgång 1, 2.15 m (gick inte vidare)

Damernas höjdhopp
- Marta Mendia - Omgång 1: 1.92 m, Final: 1.93 m (10:a)
- Ruth Beitia - Omgång 1: 1.89 m

Herrarnas stavhopp
- Javier Gazol - Omgång 1, 5.30 m (gick inte vidare)

Damernas stavhopp
- Naroa Agirre - Omgång 1: 4.40 m, Final: 4.40 m (6:a)
- Dana Cervantes - Omgång 1: 4.40 m, Final: Ingen notering (15:a)

Herrarnas kulstötning
- Manuel Martínez - Final, 20.84 m (brons)

Damernas kulstötning
- Irache Quintanal - Omgång 1: 15.99 m

Herrarnas diskuskastning
- Mario Pestano - Omgång 1, 61.89 m (gick inte vidare)

Damernas diskuskastning
- Alice Matejkova - Omgång 1: 55.37 m

Damernas spjutkastning
- Mercedes Chilla - Omgång 1: 58.45 m

Damernas släggkastning
- Berta Castells - Omgång 1: 66.05 m

## Fäktning
Herrar
Sabel, herrar
- Fernando Medina - utslagen i sextondelsfinalen

## Gymnastik
Fristående, herrar
- Gervasio Deferr - 9.712 4:a
- Rafael Martínez
- Alejandro Barrenechea
- Oriol Combarros
- Victor Cano

Hopp, herrar
- Gervasio Deferr - 9.737 1:a - Guld

Barr, herrar
- Rafael Martínez
- Jesús Carballo
- Alejandro Barrenechea
- Oriol Combarros
- Victor Cano

Räck, herrar
- Rafael Martínez
- Alejandro Barrenechea
- Jesús Carballo
- Oriol Combarros
- Victor Cano

Ringar, herrar
- Rafael Martínez
- Oriol Combarros
- Victor Cano
- Alejandro Barrenechea

Bygelhäst, herrar
- Victor Cano - 9.762 5:a
- Oriol Combarros
- Jesús Carballo
- Rafael Martínez
- Alejandro Barrenechea

Mångkamp, ind., herrar
- Rafael Martínez - 57.549 5:a

Fristående, damer
- Patricia Moreno - 9.487 3:a - Brons
- Elena Gómez -
- Mónica Mesalles -
- Tania Gener -

Hopp, damer
- Tania Gener - 9.300 (1), 9.225 (2) = 9.262 - 13:a

Barr, damer
- Tania Gener
- Elena Gómez
- Sara Moro
- Patricia Moreno
- Laura Campos

Bom, damer
- Sara Moro
- Mónica Mesalles
- Elena Gómez
- Laura Campos
- Patricia Moreno

Mångkamp, ind., damer
- Elena Gómez - 37.299 8:a

Mångkamp, lag, damer
- Tania Gener, Elena Gómez, Mónica Mesalles, Patricia Moreno och Sara Moro

111.572 poäng - 5:a

## Handboll
Damer
| Nr | Pos. | Namn                  | Födelsedatum (ålder)    | Klubb            |
| -- | ---- | --------------------- | ----------------------- | ---------------- |
| 1  | MV   | Elisabeth López       | 27 januari 1975 (29 år) | Mar Valencia     |
| 2  | HB   | Soraya Garcia         | 21 mars 1978 (26 år)    | CP Goya Almería  |
| 3  | HY   | Susana Pareja         | 13 mars 1975 (29 år)    | Ferrobus Mislata |
| 5  | VY   | Vanessa Amorós        | 7 december 1982 (21 år) | BM Elche         |
| 6  | HY   | Cristina Lopez        | 8 juli 1975 (29 år)     | Akaba Bera Bera  |
| 7  | VB   | Maite Andreu          | 26 januari 1971 (33 år) | Ferrobus Mislata |
| 8  | P    | Cristina Gómez        | 22 mars 1968 (36 år)    | Mar Valencia     |
| 9  | MB   | Marta Mangué          | 23 april 1983 (21 år)   | Mar Valencia     |
| 10 | P    | Diana Box             | 6 mars 1971 (33 år)     | BM Femenino Elda |
| 11 | MB   | Montserrat Puche      | 22 maj 1970 (34 år)     | Mar Valencia     |
| 13 | VB   | Susana Fraile Celaya  | 4 juli 1978 (26 år)     | BM Femenino Elda |
| 14 | HB   | Patricia Alonso       | 27 april 1979 (25 år)   | Ferrobus Mislata |
| 15 | HB   | Isabel Ortuno         | 16 mars 1982 (22 år)    | BM Femenino Elda |
| 16 | MV   | María Eugenia Sánchez | 25 juli 1969 (34 år)    | BM Femenino Elda |
| 20 | VY   | Noelia Oncina         | 9 november 1976 (27 år) | Mar Valencia     |

Gruppspel
| Lag       | Pld | W | L | D | GF  | GA  | Poäng |
| --------- | --- | - | - | - | --- | --- | ----- |
| Sydkorea  | 4   | 3 | 0 | 1 | 135 | 103 | 7     |
| Danmark   | 4   | 3 | 0 | 1 | 125 | 98  | 7     |
| Frankrike | 4   | 2 | 2 | 0 | 105 | 106 | 4     |
| Spanien   | 4   | 0 | 3 | 1 | 86  | 110 | 1     |
| Angola    | 4   | 0 | 3 | 1 | 97  | 131 | 1     |

Slutspel
|  | Kvartsfinaler | Kvartsfinaler | Kvartsfinaler |          |          | Semifinaler | Semifinaler | Semifinaler |            |            | Final      | Final          | Final  |
|  |               |               |               |          |          |             |             |             |            |            |            |                |        |
|  | A1            | Ukraina       | 25            |          |          |             |             |             |            |            |            |                |        |
|  | B4            | Spanien       | 23            |          |          |             |             |             |            |            |            |                |        |
|  | B4            | Spanien       | 23            |          | A1       | Ukraina     | 20          |             |            |            |            |                |        |
|  |               |               |               |          | A1       | Ukraina     | 20          |             |            |            |            |                |        |
|  |               | B2            | Danmark       | 29       |          |             |             |             |            |            |            |                |        |
|  | B2            | B2            | Danmark       | 29       | Danmark  | 32          |             |             |            |            |            |                |        |
|  | B2            |               |               |          | Danmark  | 32          |             |             |            |            |            |                |        |
|  | A3            | Kina          | 28            |          |          |             |             |             |            |            |            |                |        |
|  |               |               |               |          |          |             |             |             |            |            | 1          | Danmark (Pen.) | 34 (4) |
|  |               |               | 2             | Sydkorea | 34 (2)   |             |             |             |            |            |            |                |        |
|  | A2            | Ungern        | 23            |          |          |             |             |             |            |            |            |                |        |
|  | B3            | Frankrike     | 25            |          |          |             |             |             |            |            |            |                |        |
|  | B3            | Frankrike     | 25            |          | B3       | Frankrike   | 31          |             | Bronsmatch | Bronsmatch | Bronsmatch | Bronsmatch     |        |
|  |               |               |               |          | B3       | Frankrike   | 31          |             | Bronsmatch | Bronsmatch | Bronsmatch | Bronsmatch     |        |
|  |               | B1            | Sydkorea      | 32       |          |             |             |             |            |            |            |                |        |
|  | B1            | B1            | Sydkorea      | 32       | Sydkorea | 26          |             | 3           | Ukraina    | 21         |            |                |        |
|  | B1            |               |               |          | Sydkorea | 26          |             | 3           | Ukraina    | 21         |            |                |        |
|  | A4            | Brasilien     | 24            |          |          |             |             |             |            |            | 4          | Frankrike      | 18     |

Herrar
| Nr | Pos. | Namn                  | Födelsedatum (ålder)      | Klubb                |
| -- | ---- | --------------------- | ------------------------- | -------------------- |
| 1  | MV   | José Javier Hombrados | 7 april 1972 (32 år)      | BM Ciudad Real       |
| 2  | VB   | Alberto Entrerríos    | 7 november 1976 (27 år)   | BM Ciudad Real       |
| 6  | VY   | Xavier O'Callaghan    | 2 mars 1972 (32 år)       | FC Barcelona Handbol |
| 8  | HB   | Jon Belaustegui       | 19 mars 1979 (25 år)      | HSV Hamburg          |
| 9  | HB   | Mateo Garralda        | 1 december 1969 (34 år)   | Portland San Antonio |
| 10 | MB   | Talant Dujshebaev     | 6 februari 1968 (36 år)   | BM Ciudad Real       |
| 11 | MB   | Demetrio Lozano       | 26 september 1975 (28 år) | THW Kiel             |
| 13 | HY   | Fernando Hernández    | 24 februari 1973 (31 år)  | FC Barcelona Handbol |
| 14 | P    | Juan Pérez            | 3 januari 1974 (30 år)    | Portland San Antonio |
| 15 | P    | Manuel Colón          | 18 februari 1977 (27 år)  | Ademar Leon          |
| 16 | MV   | David Barrufet        | 4 juni 1970 (34 år)       | FC Barcelona Handbol |
| 17 | VY   | Juanín García         | 28 augusti 1977 (26 år)   | Ademar Leon          |
| 18 | VB   | Iker Romero           | 15 juni 1980 (24 år)      | FC Barcelona Handbol |
| 19 | P    | Rolando Urios         | 27 januari 1971 (33 år)   | BM Ciudad Real       |
| 20 | HY   | Antonio Carlos Ortega | 14 juli 1971 (33 år)      | FC Barcelona         |

Gruppspel
| Lag       | Pld | W | D | L | GF  | GA  | GD  | Poäng |
| --------- | --- | - | - | - | --- | --- | --- | ----- |
| Kroatien  | 5   | 5 | 0 | 0 | 146 | 129 | +17 | 10    |
| Spanien   | 5   | 4 | 0 | 1 | 154 | 137 | +17 | 8     |
| Sydkorea  | 5   | 2 | 0 | 3 | 148 | 148 | 0   | 4     |
| Ryssland  | 5   | 2 | 0 | 3 | 145 | 145 | 0   | 4     |
| Island    | 5   | 1 | 0 | 4 | 143 | 158 | –15 | 2     |
| Slovenien | 5   | 1 | 0 | 4 | 130 | 149 | –19 | 2     |

Slutspel
|  | Quarter-finals | Quarter-finals |          |          | Semi-finals        | Semi-finals        |  |  | Gold medal final | Gold medal final |
|  |                |                |          |          |                    |                    |  |  |                  |                  |
|  |                |                |          |          |                    |                    |  |  |                  |                  |
|  |                |                |          |          |                    |                    |  |  |                  |                  |
|  | Kroatien       | 33             |          |          |                    |                    |  |  |                  |                  |
|  | Kroatien       | 33             |          |          |                    |                    |  |  |                  |                  |
|  | Grekland       | 27             |          |          |                    |                    |  |  |                  |                  |
|  | Grekland       | 27             | Kroatien | 33       |                    |                    |  |  |                  |                  |
|  |                |                | Kroatien | 33       |                    |                    |  |  |                  |                  |
|  |                | Ungern         | 31       |          |                    |                    |  |  |                  |                  |
|  | Sydkorea       | Ungern         | 31       | 25       |                    |                    |  |  |                  |                  |
|  | Sydkorea       |                |          | 25       |                    |                    |  |  |                  |                  |
|  | Ungern         | 30             |          |          |                    |                    |  |  |                  |                  |
|  | Ungern         | 30             | Kroatien | 26       |                    |                    |  |  |                  |                  |
|  |                |                | Kroatien | 26       |                    |                    |  |  |                  |                  |
|  |                | Tyskland       | 24       |          |                    |                    |  |  |                  |                  |
|  | Tyskland       | Tyskland       | 24       | 32       |                    |                    |  |  |                  |                  |
|  | Tyskland       |                |          | 32       |                    |                    |  |  |                  |                  |
|  | Spanien        | 30             |          |          |                    |                    |  |  |                  |                  |
|  | Spanien        | 30             | Tyskland | 21       | Bronze medal final | Bronze medal final |  |  |                  |                  |
|  |                |                | Tyskland | 21       | Bronze medal final | Bronze medal final |  |  |                  |                  |
|  |                | Ryssland       | 15       |          |                    |                    |  |  |                  |                  |
|  | Frankrike      | Ryssland       | 15       | 24       | Ungern             | 26                 |  |  |                  |                  |
|  | Frankrike      |                |          | 24       | Ungern             | 26                 |  |  |                  |                  |
|  | Ryssland       | 26             |          | Ryssland | 28                 |                    |  |  |                  |                  |
|  | Ryssland       | 26             |          |          | 28                 |                    |  |  |                  |                  |
|  |                |                |          |          |                    |                    |  |  |                  |                  |
|  |                |                |          |          |                    |                    |  |  |                  |                  |

## Judo
Herrarnas extra lättvikt (-60 kg)
- Kenji Uematsu: 5:e plats

Herrarnas halv lättvikt (-66 kg)
- Oscar Penas: 5:e plats

Herrarnas lättvikt (-73 kg)
- Kiyoshi Uematsu: besegrades i 32-delsfinalen

Herrarnas halv mellanvikt (-81 kg)
- Ricardo Echarte: besegrades i 32-delsfinalen

MHerrarnas mellanvikt (-90 kg)
- David Alarza: besegrades i sextondelsfinalen

Herrarnas tungvikt (+100 kg)
- Aytami Ruano: besegrades i 32-delsfinalen

Herrarnas lättvikt (-57 kg)
- Isabel Fernández: 5:e plats

Herrarnas halv mellanvikt (-63 kg)
- Sara Alvarez: besegrades i sextondelsfinalen

Herrarnas mellanvikt (-70 kg)
- Cecilia Blanco: 7:e plats

Herrarnas halv tungvikt (-78 kg)
- Esther San Miguel: besegrades i åttondelsfinalen

Herrarnas K-1 500 m
- Heat: 5:a (till semifinal)
- Semifinal: 6:a (Gick inte vidare)

Herrarnas K-2 1000 m
- Heat: 4:a (till semifinal)
- Semifinal: 4:a (Gick inte vidare)

Herrarnas K-2 500 m
- Heat: 3:a (till semifinal)
- Semifinal: 3:a (till final)
- Final: 6:a

Herrarnas C-1 1000 m
- Heat: 1:a (till final)
- Final: 1:a David Cal (Guld)

Herrarnas C-1 500 m
- Heat: 1:a (till final)
- Final: 2:a David Cal (Silver)

Herrarnas C-2 1000 m
- Heat: 4:a (till semifinal)
- Semifinal: 1:a (till final)
- Final: 7:a

Herrarnas C-2 500 m
- Heat: 6:a (till semifinal)
- Semifinal: 5:a (Gick inte vidare)

Herrarnas K-1 slalom
- Heat: 1:a åket 15:a - 2:a åket 13:a (till semifinal)
- Semifinal: 11:a (Gick inte vidare) Carles Juanmartí

Herrarnas C-1 slalom
- Heat: 1:a åket 14th - 2;a åket 11:a (till semifinal)
- Semifinal: 6:a (Gick inte vidare)
- Final: 7:a Jordi Sangrá Gibert

## Konstsim
Damernas duett
- Gemma Mengual och Paola Tirados
  - Poäng: 96,084 (4:e plats)

Damernas lagtävling
- Gemma Mengual, Paola Tirados, Raquel Corral, Andrea Fuentes, Tina Fuentes, Ana Montero, Irina Rodríguez, Alicia Sanz och Ione Serrano: 96,084 (4:e plats): 96,751 (4:e plats)

## Landhockey
Herrar
Coach: Maurits Hendriks
| 1. Bernardino Herrera (GK) 2. Santi Freixa 3. Francisco Fábregas 4. Juan Escarré 5. Alex Fábregas 6. Pablo Amat 7. Eduardo Tubau 8. Eduardo Aguilar | 1. Eduardo Tubau 2. Josep Sánchez 3. Víctor Sojo 4. Xavier Ribas 5. Albert Sala 6. Rodrigo Garza 7. Javier Bruses 8. David Alegre |

Gruppspel
| Lag            | Pld | W | D | L | GF | GA | GD  | Pts |
| -------------- | --- | - | - | - | -- | -- | --- | --- |
| Spanien        | 5   | 3 | 2 | 0 | 14 | 3  | +11 | 11  |
| Tyskland       | 5   | 3 | 2 | 0 | 15 | 6  | +9  | 11  |
| Pakistan       | 5   | 3 | 0 | 2 | 19 | 8  | +11 | 9   |
| Sydkorea       | 5   | 2 | 2 | 1 | 17 | 8  | +9  | 8   |
| Storbritannien | 5   | 1 | 0 | 4 | 9  | 21 | −12 | 3   |
| Egypten        | 5   | 0 | 0 | 5 | 2  | 30 | −28 | 0   |

Slutspel
|  | Semifinaler     | Semifinaler         |   |                   | Final           | Final |  |
|  |                 |                     |   |                   |                 |       |  |
|  | 25 augusti 2004 |                     |   |                   |                 |       |  |
|  | Nederländerna   | 3                   |   |                   |                 |       |  |
|  | Tyskland        | 2                   |   |                   |                 |       |  |
|  |                 |                     |   |                   |                 |       |  |
|  |                 |                     |   |                   | 27 augusti 2004 |       |  |
|  |                 |                     |   |                   | Nederländerna   | 1     |  |
|  |                 | Australien (a.e.t.) | 2 |                   |                 |       |  |
|  |                 |                     |   |                   |                 |       |  |
|  |                 |                     |   |                   |                 |       |  |
|  |                 |                     |   |                   | Bronsmatch      |       |  |
|  | 25 augusti 2004 | 25 augusti 2004     |   | 27 augusti 2004   | 27 augusti 2004 |       |  |
|  | Spanien         | 3                   |   | Tyskland (a.e.t.) | 4               |       |  |
|  | Australien      | 6                   |   |                   | Spanien         | 3     |  |

Damer
Coach: Pablo Usoz

1. María Jesús Rosa (GK)
2. Rocío Ybarra
3. Bárbara Malda
4. Mónica Rueda
5. Silvia Bonastre
6. María del Carmen Martín
7. Marta Prat
8. Silvia Muñoz
9. Lucía López
10. María del Mar Feito
11. Maider Tellería
12. Erdoitza Goikoetxea
13. Núria Camón
14. Ana Pérez
15. Maider Luengo
16. Esther Termens

Gruppspel
| Lag         | Pld | W | D | L | GF | GA | GD | Pts |
| ----------- | --- | - | - | - | -- | -- | -- | --- |
| Kina        | 4   | 4 | 0 | 0 | 11 | 2  | +9 | 12  |
| Argentina   | 4   | 3 | 0 | 1 | 12 | 4  | +8 | 9   |
| Japan       | 4   | 2 | 0 | 2 | 5  | 7  | −2 | 6   |
| Nya Zeeland | 4   | 1 | 0 | 3 | 3  | 9  | −6 | 3   |
| Spanien     | 4   | 0 | 0 | 4 | 3  | 12 | −9 | 0   |

## Ridsport

### Dressyr
| Idrottare                                                            | Häst       | Gren                 | Grand Prix | Grand Prix | Grand Prix Special | Grand Prix Special | Grand Prix Fristil | Grand Prix Fristil | Totalt           | Totalt           |
| Idrottare                                                            | Häst       | Gren                 | Poäng      | Placering  | Poäng              | Placering          | Poäng              | Placering          | Poäng            | Placering        |
| -------------------------------------------------------------------- | ---------- | -------------------- | ---------- | ---------- | ------------------ | ------------------ | ------------------ | ------------------ | ---------------- | ---------------- |
| Beatriz Ferrer-Salat                                                 | Beauvalais | Individuell dressyr  | 74,667     | 2 Q        | 75,760             | 3 Q                | 79,575             | 3                  | 76,667           | 3                |
| Juan Antonio Jimenez                                                 | Guizo      | Individuell dressyr  | 71,292     | =10 Q      | 68,240             | 20 Q               | 75,400             | 10                 | 71,644           | 12               |
| Ignacio Rambla                                                       | Oleaje     | Individuell dressyr  | 64,750     | 41         | Gick inte vidare   | Gick inte vidare   | Gick inte vidare   | Gick inte vidare   | Gick inte vidare | Gick inte vidare |
| Rafael Soto                                                          | Invasor    | Individuell dressyr  | 72,792     | 7 Q        | 69,000             | 12 Q               | 79,025             | 4                  | 73,606           | 8                |
| Beatriz Ferrer-Salat Juan Antonio Jimenez Ignacio Rambla Rafael Soto | Se ovan    | Lagtävling i dressyr | i.u.       | i.u.       | i.u.               | i.u.               | i.u.               | i.u.               | 72,917           | 2                |

## Rodd
Herrar
| Idrottare                                                     | Gren                        | Heat    | Heat      | Återkval | Återkval  | Semifinal | Semifinal | Final   | Final     | Final |
| Idrottare                                                     | Gren                        | Tid     | Placering | Tid      | Placering | Tid       | Placering | Tid     | Placering |       |
| ------------------------------------------------------------- | --------------------------- | ------- | --------- | -------- | --------- | --------- | --------- | ------- | --------- | ----- |
| Rubén Álvarez Juan Zunzunegui                                 | Lättvikts-dubbelsculler     | 6:23,23 | 3 R       | 6:26,66  | 2 SA/B    | 6:30,15   | 6 FB      | 6:46,48 | 8         |       |
| Mario Arranz Alberto Domínguez Jesús González Carlos Loriente | Lättvikts-fyra utan styrman | 6:11,70 | 5 R       | 5:56,15  | 3 SA/B    | 6:07,01   | 6 FB      | 6:26,15 | 12        |       |

Damer
| Idrottare              | Gren                    | Heat    | Heat      | Återkval | Återkval  | Semifinal | Semifinal | Final   | Final     | Final |
| Idrottare              | Gren                    | Tid     | Placering | Tid      | Placering | Tid       | Placering | Tid     | Placering |       |
| ---------------------- | ----------------------- | ------- | --------- | -------- | --------- | --------- | --------- | ------- | --------- | ----- |
| Nuria Domínguez        | Singelsculler           | 7:55,60 | 4 R       | 7:40,31  | 2 SA/B/C  | 7:43,59   | 3 FA      | 7:49,11 | 6         |       |
| Teresa Más Eva Mirones | Lättvikts-dubbelsculler | 7:02,33 | 3 R       | 7:02,91  | 3 SA/B    | 7:09,21   | 6 FB      | 7:41,23 | 11        |       |

## Segling
Herrar
| Seglare                        | Gren      | Lopp | Lopp | Lopp | Lopp | Lopp | Lopp | Lopp | Lopp | Lopp | Lopp | Lopp | Summerad poäng | Finalplacering |
| Seglare                        | Gren      | 1    | 2    | 3    | 4    | 5    | 6    | 7    | 8    | 9    | 10   | M*   | Summerad poäng | Finalplacering |
| ------------------------------ | --------- | ---- | ---- | ---- | ---- | ---- | ---- | ---- | ---- | ---- | ---- | ---- | -------------- | -------------- |
| Iván Pastor                    | Mistral   | 15   | 10   | 11   | 2    | 9    | OCS  | 18   | 15   | 10   | 18   | 4    | 112            | 12             |
| Rafael Trujillo                | Finnjolle | 8    | 3    | 3    | 6    | 2    | 3    | OCS  | 4    | 5    | 4    | 13   | 51             | 2              |
| Gustavo Martínez Dimas Wood    | 470       | 7    | 22   | 12   | 10   | 3    | 11   | 26   | 21   | 16   | 10   | OCS  | 138            | 20             |
| Pablo Arrarte Roberto Bermúdez | Starbåt   | 2    | 13   | 5    | 6    | 17   | 8    | 13   | 6    | 12   | 15   | 5    | 85             | 10             |

M = Medaljlopp; EL = Eliminerad – gick inte vidare till medaljloppet;
Damer
| Seglare                                      | Gren        | Lopp | Lopp | Lopp | Lopp | Lopp | Lopp | Lopp | Lopp | Lopp | Lopp | Lopp | Summerad poäng | Finalplacering |
| Seglare                                      | Gren        | 1    | 2    | 3    | 4    | 5    | 6    | 7    | 8    | 9    | 10   | M*   | Summerad poäng | Finalplacering |
| -------------------------------------------- | ----------- | ---- | ---- | ---- | ---- | ---- | ---- | ---- | ---- | ---- | ---- | ---- | -------------- | -------------- |
| Blanca Manchón                               | Mistral     | 10   | 5    | 14   | 13   | 3    | 11   | 13   | 15   | 8    | 7    | 11   | 95             | 8              |
| Neus Garriga                                 | Europajolle | 6    | 5    | 15   | 17   | 6    | 3    | 16   | OCS  | 5    | 14   | 11   | 98             | 13             |
| Sandra Azón Natalia Vía Dufresne             | 470         | 2    | 4    | 9    | 15   | 19   | 5    | 8    | 3    | 5    | 6    | 5    | 62             | 2              |
| Mónica Azón Graciela Pisonero Marina Sánchez | Yngling     | 7    | 7    | 10   | 14   | 11   | 11   | 7    | 12   | 4    | 6    | 11   | 86             | 12             |

M = Medaljlopp; EL = Eliminerad – gick inte vidare till medaljloppet;
Öppen
| Seglare                        | Gren    | Lopp | Lopp | Lopp | Lopp | Lopp | Lopp | Lopp | Lopp | Lopp | Lopp | Lopp | Lopp | Lopp | Lopp | Lopp | Lopp | Summerad poäng | Finalplacering |
| Seglare                        | Gren    | 1    | 2    | 3    | 4    | 5    | 6    | 7    | 8    | 9    | 10   | 11   | 12   | 13   | 14   | 15   | M*   | Summerad poäng | Finalplacering |
| ------------------------------ | ------- | ---- | ---- | ---- | ---- | ---- | ---- | ---- | ---- | ---- | ---- | ---- | ---- | ---- | ---- | ---- | ---- | -------------- | -------------- |
| Luis Martínez                  | Laser   | 19   | 7    | 13   | 4    | 19   | 18   | 5    | 7    | 4    | 24   | i.u. | i.u. | i.u. | i.u. | i.u. | 36   | 120            | 10             |
| Xabier Fernández Iker Martínez | 49er    | 3    | 11   | 7    | 5    | 1    | 12   | 2    | 6    | 12   | 1    | 8    | 2    | 8    | 2    | 4    | 7    | 67             | 1              |
| Fernando Echavarri Antón Paz   | Tornado | 3    | 4    | 13   | RDG  | 18   | 6    | 2    | 6    | 7    | 13   | i.u. | i.u. | i.u. | i.u. | i.u. | 12   | 74             | 8              |

M = Medaljlopp; EL = Eliminerad – gick inte vidare till medaljloppet;

## Simhopp
Herrar
| Idrottare     | Gren | Kval   | Kval      | Semifinal        | Semifinal        | Final            | Final            |
| Idrottare     | Gren | Poäng  | Placering | Poäng            | Placering        | Poäng            | Placering        |
| ------------- | ---- | ------ | --------- | ---------------- | ---------------- | ---------------- | ---------------- |
| Javier Illana | 3 m  | 385,80 | 19        | Gick inte vidare | Gick inte vidare | Gick inte vidare | Gick inte vidare |

Damer
| Idrottare        | Gren | Kval   | Kval      | Semifinal        | Semifinal        | Final            | Final            |
| Idrottare        | Gren | Poäng  | Placering | Poäng            | Placering        | Poäng            | Placering        |
| ---------------- | ---- | ------ | --------- | ---------------- | ---------------- | ---------------- | ---------------- |
| Leyre Eizaguirre | 3 m  | 242,73 | 24        | Gick inte vidare | Gick inte vidare | Gick inte vidare | Gick inte vidare |
| Dolores Saez     | 10 m | 278,43 | 20        | Gick inte vidare | Gick inte vidare | Gick inte vidare | Gick inte vidare |
| Leire Santos     | 10 m | 246,84 | 29        | Gick inte vidare | Gick inte vidare | Gick inte vidare | Gick inte vidare |

## Taekwondo
| Idrottare          | Gren             | Åttondelsfinaler         | Kvartsfinaler        | Semifinaer           | Återkval                   | Bronsmatch                  | Final                | Final            |
| Idrottare          | Gren             | Motståndare Resultat     | Motståndare Resultat | Motståndare Resultat | Motståndare Resultat       | Motståndare Resultat        | Motståndare Resultat | Placering        |
| ------------------ | ---------------- | ------------------------ | -------------------- | -------------------- | -------------------------- | --------------------------- | -------------------- | ---------------- |
| Juan Antonio Ramos | Herrarnas −58 kg | Go (PHI) W 7–6           | Chu M-Y (TPE) L 1–9  | Gick inte vidare     | Tlish (LBA) W WO           | Nguyen (VIE) W 8–0          | Bayoumi (EGY) L 1–7  | 4                |
| Jon García         | Herrarnas +80 kg | Prerad (BIH) W 13–2      | Moon D-S (KOR) L 2–6 | Gick inte vidare     | Sagindykov (KAZ) L 5–5 SUP | Gick inte vidare            | Gick inte vidare     | 7                |
| Brigitte Yagüe     | Damernas −49 kg  | Boorapolchai (THA) L 5–9 | Gick inte vidare     | Gick inte vidare     | Gick inte vidare           | Gick inte vidare            | Gick inte vidare     | Gick inte vidare |
| Sonia Reyes        | Damernas −57 kg  | Uścińska (POL) W 11–2    | Jang J-W (KOR) L 2–3 | Gick inte vidare     | Bah (CIV) W 5–0            | Sukkhongdumnoen (THA) W 6–3 | Salazar (MEX) L 1–2  | 4                |

## Tennis
Herrar
| Spelare                       | Gren       | Omgång 1                                 | Omgång 2                           | Åttondelsfinaler                    | Kvartsfinaler          | Semifinaler       | Final / BM        | Final / BM       |
| Spelare                       | Gren       | Motståndare Poäng                        | Motståndare Poäng                  | Motståndare Poäng                   | Motståndare Poäng      | Motståndare Poäng | Motståndare Poäng | Placering        |
| ----------------------------- | ---------- | ---------------------------------------- | ---------------------------------- | ----------------------------------- | ---------------------- | ----------------- | ----------------- | ---------------- |
| Juan Carlos Ferrero           | Herrsingel | Arazi (MAR) W 6–3, 6–1                   | Fish (USA) L 6–4, 6–7(5–7), 4–6    | Gick inte vidare                    | Gick inte vidare       | Gick inte vidare  | Gick inte vidare  | Gick inte vidare |
| Feliciano López               | Herrsingel | Söderling (SWE) W 6–3, 3–6, 6–4          | Safin (RUS) W 7–6(7–4), 6–3        | Grosjean (FRA) L 7–6(7–4), 4–6, 0–6 | Gick inte vidare       | Gick inte vidare  | Gick inte vidare  | Gick inte vidare |
| Carlos Moyá                   | Herrsingel | Enqvist (SWE) W 7–6(10–8), 6–7(7–9), 9–7 | Rochus (BEL) W 6–0, 7–6(7–3)       | Karlović (CRO) W 4–6, 7–6(7–3), 6–4 | Massú (CHI) L 2–6, 5–7 | Gick inte vidare  | Gick inte vidare  | Gick inte vidare |
| Tommy Robredo                 | Herrsingel | Ouahab (ALG) W 6–3, 6–4                  | Santoro (FRA) W 1–6, 6–3, 6–4      | Berdych (CZE) L 6–7(2–7), 6–4, 6–8  | Gick inte vidare       | Gick inte vidare  | Gick inte vidare  | Gick inte vidare |
| Feliciano López Tommy Robredo | Herrdubbel | i.u.                                     | Etlis / Rodríguez (ARG) L 3–6, 4–6 | Gick inte vidare                    | Gick inte vidare       | Gick inte vidare  | Gick inte vidare  | Gick inte vidare |
| Carlos Moyá Rafael Nadal      | Herrdubbel | i.u.                                     | Sá / Saretta (BRA) L 6–7(6–8), 1–6 | Gick inte vidare                    | Gick inte vidare       | Gick inte vidare  | Gick inte vidare  | Gick inte vidare |

Damer
| Spelare                                         | Gren      | Omgång 1                  | Omgång 2                                      | Åttondelsfinaler                | Kvartsfinaler                    | Semifinaler                        | Final / BM                     | Final / BM       |
| Spelare                                         | Gren      | Motståndare Poäng         | Motståndare Poäng                             | Motståndare Poäng               | Motståndare Poäng                | Motståndare Poäng                  | Motståndare Poäng              | Placering        |
| ----------------------------------------------- | --------- | ------------------------- | --------------------------------------------- | ------------------------------- | -------------------------------- | ---------------------------------- | ------------------------------ | ---------------- |
| Conchita Martínez                               | Damsingel | Mauresmo (FRA) L 1–6, 4–6 | Gick inte vidare                              | Gick inte vidare                | Gick inte vidare                 | Gick inte vidare                   | Gick inte vidare               | Gick inte vidare |
| Anabel Medina Garrigues                         | Damsingel | Pierce (FRA) L 3–6, 5–7   | Gick inte vidare                              | Gick inte vidare                | Gick inte vidare                 | Gick inte vidare                   | Gick inte vidare               | Gick inte vidare |
| Magüi Serna                                     | Damsingel | Myskina (RUS) L 0–6, 1–6  | Gick inte vidare                              | Gick inte vidare                | Gick inte vidare                 | Gick inte vidare                   | Gick inte vidare               | Gick inte vidare |
| Conchita Martínez Virginia Ruano Pascual        | Damdubbel | i.u.                      | Mandula / Nagy (HUN) W 6–4, 6–0               | Garbin / Vinci (ITA) W 6–3, 6–3 | Yan Z / Zheng J (CHN) W 6–1, 6–1 | Asagoe / Sugiyama (JPN) W 6–3, 6–0 | Li T / Sun Tt (CHN) L 3–6, 3–6 | 2                |
| Anabel Medina Garrigues Arantxa Sánchez Vicario | Damdubbel | i.u.                      | Suárez / Tarabini (ARG) L 7–6(10–8), 5–7, 2–6 | Gick inte vidare                | Gick inte vidare                 | Gick inte vidare                   | Gick inte vidare               | Gick inte vidare |

## Triathlon
| Triathlet     | Gren                | Simning (1.5 km) | Trans 1 | Cykling (40 km) | Trans 2 | Löpning (10 km) | Total tid       | Placering       |
| ------------- | ------------------- | ---------------- | ------- | --------------- | ------- | --------------- | --------------- | --------------- |
| Eneko Llanos  | Herrarnas triathlon | 18:18            | 0:18    | 1:02:36         | 0:21    | 33:58           | 1:54:52,37      | 20              |
| Xavier Llobet | Herrarnas triathlon | 18:15            | 0:19    | 1:05:44         | 0:26    | Fullföljde inte | Fullföljde inte | Fullföljde inte |
| Iván Raña     | Herrarnas triathlon | 18:08            | 0:17    | 1:02:46         | 0:21    | 34:50           | 1:55:44,27      | 23              |
| Ana Burgos    | Damernas triathlon  | 20:36            | 0:20    | 1:09:52         | 0:24    | 35:34           | 2:06:02,36      | 7               |
| Pilar Hidalgo | Damernas triathlon  | 19:08            | 0:21    | 1:11:16         | 0:23    | 37:13           | 2:07:37,34      | 13              |
| Ainhoa Murúa  | Damernas triathlon  | 19:37            | 0:19    | 1:10:48         | 0:23    | 39:02           | 2:09:27,91      | 24              |